# NGC 3255
NGC 3255 (również OCL 817 lub ESO 127-SC20) – gromada otwarta znajdująca się w gwiazdozbiorze Kila. Odkrył ją John Herschel 4 lutego 1835 roku. Jest położona w odległości ok. 4,7 tys. lat świetlnych od Słońca.